# 944

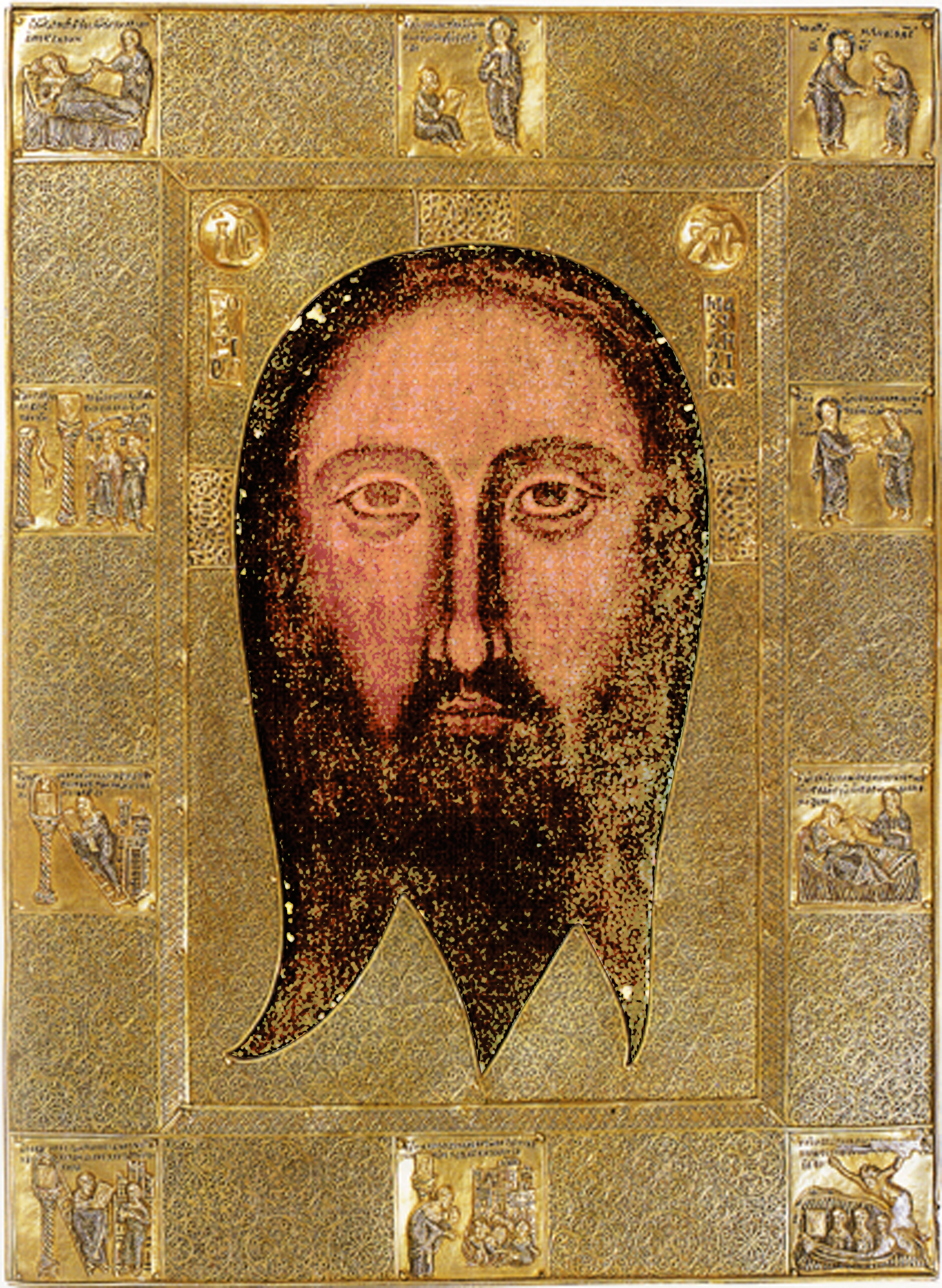
Afbeelding van het gezicht van Jezus, gebaseerd op het Kleed van Edessa

Het jaar 944 is het 44e jaar in de 10e eeuw volgens de christelijke jaartelling.

## Gebeurtenissen
- Stephanos en Constantijn zetten hun vader keizer Romanos I af, omdat hij niet hen maar Constantijn VII als zijn opvolger aanduidt. Hij trekt een klooster in. In Constantinopel blijkt echter Constantijn VII boven de broers verkozen te worden.
- Igor van Kiev trekt opnieuw naar Constantinopel om handelsvoordelen af te dwingen. Er komt een nieuw verdrag tussen Byzantium en Kiev, maar naar verluidt minder gunstig voor Kiev dan het vorige.
- 15 augustus - Het Kleed van Edessa, een belangrijk relikwie, wordt overgebracht naar Constantinopel.
- Al-Mustakfi volgt Al-Muttaqi op als kalief van de Abbasiden.
- Duong Binh Vuong, zwager van de overleden Vietnamese keizer Ngô Quyền en door deze aangewezen als regent voor diens zoon Ngo Xuong Ngap, eist zelf de troon op.
- Rajendravarman II volgt Harshavarman II op als koning van het Khmer-rijk.
- Bisschop Balderik van Utrecht krijgt het jachtrecht in 'Pagus Thriente' (Drenthe).
- Koenraad de Rode wordt benoemd tot hertog van Lotharingen, als opvolger van Otto van Verdun.
- De Magyaren vallen opnieuw Duitsland binnen, maar worden in Karinthië door hertog Berthold verslagen.
- Odo, graaf van Vermandois, wordt door de koninklijke troepen verjaagd. Wouter I neemt de macht van hem over in de graafschappen Amiens en Vexin.
- De stad Algiers wordt gesticht door Bulukkin ben Zeiri.
- Begin van de bouw van de Gouden Moskee in de Iraakse stad Samarra.
- Voor het eerst genoemd: Amen, Birdaard, Foudgum, Vollenhove

## Geboren
- Otto, hertog van Bourgondië en graaf van Auxerre (956-965)

## Overleden
- 23 april - Wichman de oude, graaf van de Bardengouw en Wigmodia
- Adalbert, graaf van Metz
- Ngô Quyền (~46), keizer van Vietnam (939-944)
- Otto van Verdun, hertog van Lotharingen (939-944)